# Antiphalera klapperichi
Antiphalera klapperichi är en fjärilsart som beskrevs av Sergius G. Kiriakoff 1963. Antiphalera klapperichi ingår i släktet Antiphalera och familjen tandspinnare. Inga underarter finns listade i Catalogue of Life.